# La Cetra
La Cetra ist der Name mehrerer Konzertsammlungen in der Barockzeit. Ursprünglich war Cetra der italienische Name eines Lyra-ähnlichen Streichinstrumentes, welches Claudio Monteverdi in seinem L’Orfeo einsetzte.

## Versionen
- Giovanni Legrenzi: La Cetra op. 10 (Venedig, 1673) „3 sonate per 2 violini e b. c.; 3 sonate per violino, violoncello e b. c.; 6 sonate per 2 violini, violoncello e b. c.; 1 sonata per 4 violini e b. c.; 3 sonate per 2 violini, viola, violoncello e b. c.; 2 sonate per 4 viole da gamba e b. c. Organico: archi e basso continuo“[1]
- Giovan Pietro Franchi: La Cetra sonora, Op. 1 (Rom, 1685; Nachdruck Amsterdam, um 1696) für 2 Violinen und B.c.
- Antonio Vivaldi: La Cetra op. 9 (Amsterdam, 1726), 12 Solokonzerte für Violine, Streicher und B.c, Kaiser Karl VI. gewidmet.
- Alessandro Marcello: La Cetra, 6 Konzerte (Augsburg 1738), für 2 Oboen, Streicher, Fagott und Cembalo

- Weiteren entlehnte das Schweizer La Cetra Barockorchester Basel den Namen.
- Cetra war der Name eines italienischen Plattenlabels, aktiv zwischen 1933 und 1957, dem Jahr, in dem die Fusion mit dem Label Fonit stattfand. Das Label  firmierte seither als Fonit Cetra, bis im Jahr 2000 die Aktivitäten eingestellt wurden.